# Dieter Kranzlmüller
Dieter A. Kranzlmüller (* 1969) ist ein österreichischer Informatiker und Hochschullehrer. Im November 2014 wurde Kranzlmüller Vorsitzender des wissenschaftlichen Beirats des Heidelberger Instituts für Theoretische Studien. Seit dem 1. April 2017 ist Kranzlmüller zudem Vorsitzender des Direktoriums des Leibniz-Rechenzentrums (LRZ) der Bayerischen Akademie der Wissenschaften (BAdW). Damit ist er gleichzeitig der Leiter des LRZ.

## Leben
Nach Studium und Promotion an der Johannes Kepler Universität Linz arbeitete Kranzlmüller zunächst bei der Firma E. Eisenbeiss und Söhne in der IT-Branche. 1993 kehrte er als Assistent ans Institut für Informatik derselben Universität zurück und verblieb dort bis 2003. Nach Stationen an den Universitäten in Reading, Dresden und Lyon und einer Position als stellvertretender Projektleiter am CERN folgte er im Mai 2008 einem Ruf an die LMU, seit welchem er Professor für Informatik am Lehrstuhl für Kommunikationssysteme und Systemprogrammierung der Ludwig-Maximilians-Universität München (LMU) ist. Kranzlmüller unterstützt das Center for Digital Technology and Management (CDTM).
2024 wurde Kranzlmüller zum Mitglied der Deutschen Akademie der Technikwissenschaften gewählt.

## Lehr- und Forschungsgebiet
- Netzmanagement[2]
- Grid- und Clustercomputing, insbes. Weiterentwicklung von Grid Computing in eine Infrastruktur für den produktiven Betrieb[2]
- Systemprogrammierung[2]
- innovative IT-Infrastrukturtechnologien und Middleware[2]
- "e-Infrastrukturen mit Netz- und IT-Management"[5]
- Hochleistungsrechnen[5]
- Virtual Reality und Visualisierung[5]